# Латгальский праздник песни в Даугавпилсе
Третий Латгальский праздник песни был самым масштабным праздником песни в Латгале. Главный концерт совместного хора состоялся в воскресенье, 16 июня 1940 года, на склоне холма Стропу под Даугавпилсом. Перед концертом праздника песни в Даугавпилсе 10 июня также началась латгальская неделя культуры, в рамках которой состоялась выставка латгальской письменности, выставка археологических находок и другие события. В кинотеатре железнодорожников был показан новый латышский художественный фильм «Сын рыбака».
В связи с пограничным инцидентом на границе возле посёлка Масленки в ночь на 14 июня президент Карлис Улманис не посетил Праздник песни, но его праздничную речь можно было услышать в трансляции по радио. Утром 17 июня, когда хоры и слушатели отправились в обратную дорогу, началась советская оккупация Латвии.

## Руководящий комитет
Возглавлял руководящий комитет праздника старейшина Даугавпилса Андрейс Швиркстс. Президиумом руководящего комитета были Я. Дривиньш, старейшина города Резекне, Д. Силавс, глава Даугавпилсского района, А. Ванагс, ответственный редактор газеты «Вестник Даугавы», командующий 4 Земгальской дивизией и начальник Даугавпилсского гарнизона генерал Ж. Бах, директор Аглонской гимназии др. А. Брокс, директор 1-й Даугавпилсской государственной гимназии К. Давис, директор Даугавпилсской Народной консерватории А. Фейлс, директор Государственного исторического музея др. В. Гинтерс, заведующий Даугавпилсским отделом того же музея О. Калейс и другие.

## Участники
В фестивале приняли участие около 8000 певцов не только из Латгалии, но и из соседних краёв и из Риги. По мнению слушателей, этот фестиваль стал самым ярким региональным событием — его слушали более 50 000 человек, приехавших в Даугавпилс со всей Латвии.
15 июня в концертном зале Дома Единства состоялась церемония награждения народных костюмов. За красочные и соответствующие традициям своих краёв костюмы были награждены хор Бебрене, хор Ликсненского отдела айзсаргов, хор Даугавпилсского государственного учительского института, хор Нирзского отдела айзсаргов, хор общества католической молодёжи в Асуне, хор отдела айзсаргов Тылжи, хоры отдела айзсаргов и общества католической молодёжи в Аглоне и хор певческого общества Селпилса.

## Программа
Концертную программу составил дирижер Теодорс Рейтерс. Наряду со стандартным репертуаром были также новыми произведения, такие как Эмилис Мелнгайлис «Gaismiņa ausa», гармонизация Альфреда Фейла «Kas man bija nedzīvot», миниатюра Яниса Калныньша «Блеск моря», гармонизация латгальских народных песен Юлия Розитиса. Много народных песен пели на латгальском диалекте.
Первое заседание руководящего комитета состоялось 13 октября 1939 года, где было решено построить новую эстраду в лесу Стропы под Даугавпилсом. Хоры праздничную программу начали репетировать в конце 1939 года. Все смешанные хоры были разделены на 25 районов совместных репетиций. Совместные репетиции начались 14 апреля 1940 года и проходили 30 раз в разных местах. Главный дирижер Теодорс Рейтерс, а также его заместители Альфред Фейлс и Янис Свенне выезжали на совместные репетиции.

## Проведение

### Открытие
16 июня в 16.00 началось шествие к праздничной сцене. У почётных ворот, состоящий из трех пар красно-белых флагов и зеленых гирлянд, почётных гостей вышел принимать президент оргкомитета Латгальского праздника песни. Также, по обе стороны дороги собрались старейшины всех восточно-латвийских городов и приходов. Люди ждали прибытия президента Карлиса Улманиса, но было объявлено, что он не сможет присутствовать на празднике «из-за важных государственных дел». Вместо этого зрители фестиваля слушали выступление Улманиса по радио: «Я обращаюсь к вам с уважением и почтением, как этого заслуживает трудолюбивое, энергичное, воодушевлённое святыми идеалами племя, которое доказало свою ценность в последние годы, которое было носителем длинной, древней истории, хранитель и сохранитель духовной силы нации, у которой путь шёл вниз и в гору, под ярким солнцем и под темным поднебесьем, чтобы наконец снова начать подниматься на гору, и который чтобы больше никогда не должен был останавливаться» После выступления совместный хор трижды исполнил Государственный гимн Латвии «Боже, благослови Латвию».

### Награждение лучших хоров
Награды президента Карлиса Улманиса были получены хором Медьских айсаргов, хором Пасиенских айсаргов, хором Даугавпилсского латышского общества и хором ливанских мужчин. Из духовых оркестров награду получил оркестр Конного полка, возглавляемый А. Спринчем.

## Погибшие организаторы праздника
После оккупации Латвии и депортации в лагеря ГУЛАГа в июне 1941 года погибли многие организаторы и участники Латгальского праздника песни: старейшина Даугавпилса Андрейс Швиркстс, композитор Альфред Феилс, Карлис Давис, директор 1-й Даугавпилсской государственной гимназии, члены руководящего комитета — Алоиз Брокс, директор Аглонской гимназии и Александр Ванагс, редактор «Даугавас Вестнесис» и другие.

## Праздник песни в память 50-летия
Вскоре после принятия Декларации о восстановлении независимости Латвии 4 мая 1990 года в Даугавпилсе состоялся Праздник песни Латгальского края, который провела Тереза Брока. Директором фестиваля была Лига Балоде, художник Ромуальдс Гибовскис. Накануне фестиваля состоялась служба и концерт духовной музыки в Римско-католической церкви Святого Петра, где играла скрипачка Расма Лиелмане из Мексики. В конце праздника количество исполнителей на сцене Стропы превысило восемь тысяч. Большое волнение вызвала речь тогдашнего председателя Президиума Верховного Совета Латвии Анатолия Горбунова, часть из которой он сказал на латгальском языке. По воспоминаниям участников фестиваля, «Горбунов был очень осторожен в своей речи. Он сказал, что приветствует это мероприятие и что оно как бы перекликается с событиями 1940 года».